# Conselho Nacional de Arquivos
Conselho Nacional de Arquivos (CONARQ) é um órgão colegiado, vinculado ao Arquivo Nacional do Ministério da Gestão e da Inovação em Serviços Públicos, que tem por finalidade definir a política nacional de arquivos públicos e privados, como órgão central de um Sistema Nacional de Arquivos, bem como exercer orientação normativa visando à gestão documental e à proteção especial aos documentos de arquivo.
Desde sua criação, o CONARQ tem concentrado seus esforços no sentido de suprir o Brasil de um importante corpus de atos normativos que regulam matérias arquivísticas sobre diversos temas relativos à gestão, à preservação e ao acesso aos documentos públicos. O CONARQ é responsável pela edição de decretos regulamentadores da Lei n. 8.159, e de resoluções que tratam de temas diversos relativos à gestão de documentos convencionais e digitais, microfilmagem, digitalização, transferência e recolhimento de documentos de qualquer suporte, classificação, temporalidade e destinação de documentos, acesso aos documentos públicos, capacitação de recursos humanos, terceirização de serviços arquivísticos públicos, dentre outros.

## Missão
A Constituição Federal de 1988 e particularmente a Lei nº 8.159, de 8 de janeiro de 1991, que dispõe sobre a política nacional de arquivos públicos e privados, delegaram ao Poder Público estas responsabilidades, consubstanciadas pelo Decreto nº 4.073, de 3 de janeiro de 2002, que consolidou os decretos anteriores - nºs 1.173, de 29 de junho de 1994; 1.461, de 25 de abril de 1995, 2.182, de 20 de março de 1997 e 2.942, de 18 de janeiro de 1999. De acordo com estes dispositivos legais, as ações visando à consolidação da política nacional de arquivos deverão ser emanadas do Conselho Nacional de Arquivos - CONARQ.
O CONARQ promove e desenvolve ainda importantes ações técnico-científicas, como seminários, oficinas, workshops, cursos, por intermédio de suas Câmaras Técnicas e Setoriais, e Comissões Especiais, constituídas não só por especialistas da área arquivística como de outras áreas do conhecimento, tais como ciência da informação, biblioteconomia, tecnologia da informação, administração e direito.
O CONARQ, como uma das principais fontes de informação sobre arquivos, padrões e melhores práticas arquivísticas, vem produzindo e divulgando um amplo e significativo repertório de publicações técnicas, com o objetivo de disseminar conhecimento arquivístico. As publicações do CONARQ são consideradas referência para a prática arquivística em instituições públicas e privadas em território nacional e na América Latina.

## Composição
O CONARQ, é constituído por dezessete membros conselheiros: o Diretor-Geral do Arquivo Nacional, que o presidirá, representantes dos poderes Executivo Federal, Judiciário Federal, Legislativo Federal, do Arquivo Nacional, dos arquivos públicos estaduais e do Distrito Federal, dos arquivos públicos municipais, das instituições mantenedoras de curso superior de Arquivologia, de associações de arquivistas e de instituições que congreguem profissionais que atuem nas áreas de ensino, pesquisa, preservação ou acesso a fontes documentais, cada um dos conselheiros possui um suplente.
Sua composição espelha, portanto, a convergência de interesses do Estado e da Sociedade, de modo a compatibilizar as questões inerentes à responsabilidade funcional e social do Poder Público perante a gestão e preservação do patrimônio arquivístico público e privado brasileiro e o direito dos cidadãos de acesso às informações.
Para melhor funcionamento do CONARQ e maior agilidade na operacionalização do Sistema Nacional de Arquivos - SINAR, foi prevista a criação de Câmaras Técnicas e Comissões Especiais, com a incumbência de elaborar estudos e normas necessárias à implementação da política nacional de arquivos públicos e privados e ao funcionamento do SINAR,  bem como câmaras setoriais, visando a identificar, discutir e propor soluções para questões temáticas que repercutirem na estrutura e organização de segmentos específicos de arquivos, interagindo com as câmaras técnicas. Ao Arquivo Nacional cabe dar suporte técnico e administrativo ao CONARQ.
O CONARQ também é o responsável pelo Cadastro Nacional de Entidades Custodiadoras de Acervos Arquivísticos instituído pela Resolução nº 28 do conselho com o objetivo de fornecer o código previsto na Norma Brasileira de Descrição Arquivística - NOBRADE, denominado Código de Entidade Custodiadora de Acervos Arquivísticos - CODEARQ, tornando possível a identificação de cada entidade custodiadora de acervos arquivísticos no Brasil.

## Competências
O Conselho Nacional de Arquivos - CONARQ foi criado pelo art. 26 da Lei nº 8.159/91 e regulamentado pelo Decreto nº 4.073, de 3 de janeiro de 2002 e tem como competências:
- estabelecer diretrizes para o funcionamento do Sistema Nacional de Arquivos - SINAR, visando à gestão, à preservação e ao acesso aos documentos de arquivos;
- promover o inter-relacionamento de arquivos públicos e privados com vistas ao intercâmbio e à integração sistêmica das atividades arquivísticas;
- propor ao Ministro de Estado da Justiça normas legais necessárias ao aperfeiçoamento e à implementação da política nacional de arquivos públicos e privados;
- zelar pelo cumprimento dos dispositivos constitucionais e legais que norteiam o funcionamento e o acesso aos arquivos públicos;
- estimular programas de gestão e de preservação de documentos públicos de âmbito federal, estadual, do Distrito Federal e municipal, produzidos ou recebidos em decorrência das funções executiva, legislativa e judiciária;
- subsidiar a elaboração de planos nacionais de desenvolvimento, sugerindo metas e prioridades da política nacional de arquivos públicos e privados;
- estimular a implantação de sistemas de arquivos nos Poderes Executivo, Legislativo e Judiciário da União, dos Estados, do Distrito Federal e nos Poderes Executivo e Legislativo dos Municípios;
- estimular a integração e modernização dos arquivos públicos e privados;
- identificar os arquivos privados de interesse público e social, nos termos do art. 12 da Lei nº 8.159, de 1991;
- propor ao Presidente da República, por intermédio do Ministro de Estado da Justiça, a declaração de interesse público e social de arquivos privados;
- estimular a capacitação técnica dos recursos humanos que desenvolvam atividades de arquivo nas instituições integrantes do SINAR;
- recomendar providências para a apuração e a reparação de atos lesivos à política nacional de arquivos públicos e privados;
- manter intercâmbio com outros conselhos e instituições, cujas finalidades sejam relacionadas ou complementares às suas, para prover e receber elementos de informação e juízo, conjugar esforços e encadear ações;
- articular-se com outros órgãos do Poder Público formuladores de políticas nacionais nas áreas de educação, cultura, ciência, tecnologia, informação e informática.

O funcionamento do CONARQ é regulamentado pelo seu regimento interno aprovado pela Portaria nº 2.588, de 24 de novembro de 2011.

## Câmaras
Câmaras Técnicas
- Documentos Eletrônicos - CTDE
- Paleografia e Diplomática - CTPAD
- Preservação de Documentos - CTPD
- Capacitação de Recursos Humanos - CTCRH
- Documentos Audiovisuais, Iconográficos, Sonoros e Musicais - CTDAISM
- Normalização da Descrição Arquivística - CTNDA
- Gestão de Documentos – CTGD

Câmaras Setoriais
- Arquivos de Instituições de Saúde - CSAIS
- Arquivos Privados - CSAP
- Arquivos Municipais - CSAM
- Arquivos do Judiciário – CSAJ

## Declaração de Interesse Público e Social
Os arquivos privados, pessoais ou institucionais podem ser declarados de interesse público e social pela Presidência da República. Os arquivos privados que, em razão do conteúdo de seus documentos, registram marcos ou dimensões significativas da história social, econômica, técnica ou cultural do país, podem ser declarados de interesse público e social por meio de decreto presidencial.
A pessoa física ou jurídica detentora de arquivo que tenha interesse em qualificá-lo como arquivo privado de interesse público e social deve encaminhar solicitação nesse sentido ao CONARQ. Da solicitação deverão constar a identificação do solicitante ou de seu representante, do proprietário ou detentor do arquivo, do domicílio ou sede do solicitante, local para recebimento de comunicações, a justificativa do pedido e a indicação da localização do arquivo.
A solicitação será encaminhada à Comissão Técnica de Avaliação constituída pelo CONARQ, que emitirá parecer pela declaração ou não do interesse público e social do arquivo. Em caso de parecer favorável, o CONARQ tomará as providências cabíveis, que culminará com a homologação da declaração pelo presidente da República. A declaração de interesse público e social será acompanhada de um diploma, que certificará sua importância para a memória nacional. Esse diploma, além de valorizar o arquivo, é um importante instrumento para a obtenção de apoio junto a agências financiadoras públicas ou privadas visando à preservação e divulgação do acervo.
Os proprietários ou detentores dos arquivos privados declarados de interesse público e social devem zelar por sua preservação, comunicar ao CONARQ qualquer mudança de local de guarda e notificar a União em caso de venda ou doação do arquivo. A Declaração de interesse público e social é estabelecida na Lei nº 8.159, de 8 de janeiro de 1991, no Decreto 4.073, de 3 de janeiro de 2002 e ainda, disciplinada na Resolução nº 17 do CONARQ.

## Sistema Nacional de Arquivos – SINAR
O art. 26 da Lei nº 8.159/91, não só criou o Conselho Nacional de Arquivos - CONARQ como institui também o Sistema Nacional de Arquivos - SINAR, cuja competência, organização e funcionamento estão regulamentados pelo Decreto nº 4.073, de 3 de janeiro de 2002.
De acordo com esse dispositivo legal, o SINAR tem por finalidade implementar a política nacional de arquivos públicos e privados, visando à gestão, à preservação, e ao acesso aos documentos de arquivo.

## Lista de Presidentes do CONARQ
- (1994-2016) - Jaime Antunes da Silva
- (2016-2016) - Maria Izabel de Oliveira (interina)
- (2016-2016) - José Ricardo Marques
- (2016-2016) - Ivan Fernandes Neves (interino)
- (2016-2017) - José Ricardo Marques
- (2017-2017) - Diego Barbosa da Silva (interino)
- (2017-2019) - Carolina Chaves de Azevedo
- (2019-atual) - Neide De Sordi